# 37. SS-Freiwilligen-Kavallerie-Division "Lützow"
La 37. SS-Freiwilligen-Kavallerie-Division Lützow fu costituita nel febbraio 1945 con i resti delle divisioni "Florian Geyer" e "Maria Theresa" e con la coscrizione di volksdeutsche ungheresi, riuniti presso Marchfeld, lungo il confine tra Ungheria e Slovacchia.
Nal marzo del 1945 un Kampfgruppe (gruppo di combattimento) della divisione, comandato dal'SS-Oberstrumbannführer Karl-Heinz Keitel (figlio del Feldmaresciallo Wilhelm Keitel) e rinominato SS-Kampfgruppe Keitel, venne aggregato alla 6. Armata Panzer SS. Al suo arrivo venne posto sotto il controllo del I SS Panzerkorps e impegnato in operazioni di retroguardia fino al termine della guerra, in Austria, l'8 maggio 1945.
La quasi totalità degli uomini di questa divisione presero parte alla fuga di massa dal campo di prigionia di Altheim, il 13 maggio 1945, dopo che i soldati della Wehrmacht vennero rilasciati, mentre quelli delle SS continuarono a rimanere prigionieri.

## Teatri operativi
- Ungheria (riserva), marzo 1944
- Fronte orientale, aprile 1944

## Comandanti
| Grado               | Nome              | Inizio           | Fine          |
| SS-Oberführer       | Waldemar Fegelein | 26 febbraio 1945 | marzo 1945    |
| SS-Standartenführer | Karl Gesele       | marzo 1945       | 8 maggio 1945 |

## Ordine di battaglia
- SS-Kavallerie Regiment 92
- SS-Kavallerie Regiment 93
- SS-Kavallerie Regiment 94
- SS-Artillerie-Abteilung 37 (due batterie con le.FH18 10,5 cm)
- SS-Aufklärungs-Abteilung 37
- SS-Panzerjäger-Abteilung 37 (una compagnia equipaggiata con Hetzer)
- SS-Pionier-Bataillion 37
- SS-Nachrichten-Kompanie 37
- SS-Sanitäts-Abteilung 37
- SS-Nachschub-Truppen 37
- Feldersatz-Bataillon 37